# فنریو
فنریو (به ایتالیایی: Fenegrò) یک کومونه در ایتالیا است که در استان کومو واقع شده‌است.

## خصوصیات
فنریو ۵٫۴ کیلومترمربع مساحت و ۲٬۷۱۸ نفر جمعیت دارد و ۲۹۰ متر بالاتر از سطح دریا واقع شده‌است.